# 法老鬣兽属
法老鬣兽属（学名：Akhnatenavus）为硕鬣兽科的一个属。該属為已灭绝的食肉動物。该属生活在大约3,400万至3,000万年前的北非，此時处于始新世和渐新世的过渡时期。該屬的化石後來被發現。

## 下属物种
本属包括以下物种：
- 纤颌法老鬣兽 Akhnatenavus leptognathus (Osborn, 1909)
- 纳芙蒂蒂法老鬣兽 Akhnatenavus nefertiticyon Borths, Holroyd & Seiffert, 2016